# Il premio. L'epica corsa al petrolio, al potere e al denaro
Il premio. L'epica corsa al petrolio, al potere e al denaro è un saggio di Daniel Yergin sulla storia dell'industria petrolifera globale dagli anni 50 del 1800 fino agli anni 90. Pubblicato immediatamente dopo l'invasione del Kuwait da parte dell'Iraq di Saddam Hussein e poco prima dell'inizio della guerra del Golfo, Il premio è divenuto un bestseller e ha fatto vincere a Yergin il Premio Pulitzer per la saggistica nel 1992.

Il premio è stato definito la storia "definitiva", o la “Bibbia”, dell'industria petrolifera.

Nel 2011 Yergin ha pubblicato The Quest: Energy, Security, and the Remaking of the Modern World, che è considerato il seguito de Il premio.

## Premi e riconoscimenti
Il premio ha vinto il Premio Pulitzer per la saggistica nel 1992; è stato tradotto in quattordici lingue e viene citato spesso nella lista delle letture essenziali per gli studenti di storia del petrolio. Ad esempio, il Prof. Joseph R. Rudolph Jr. ha detto sul Library Journal che Il premio, "scritto da una delle maggiori autorità statunitensi nel campo dell’energia, (...) è una delle opere importanti del settore, ricca di sufficiente conoscenza da soddisfare gli studiosi e di sufficiente attenzione agli avvenimenti melodrammatici e ai personaggi pittoreschi della storia del petrolio da catturare l'interesse del pubblico in generale. Sebbene sia lungo, il libro non si trascina mai mentre sviluppa i suoi temi: il ruolo del petrolio nello sviluppo del capitalismo moderno, lo stretto intreccio dei rapporti tra petrolio, politica e potere internazionale, la relazione tra petrolio e società in quello che Yergin chiama l’era odierna dell’uomo degli idrocarburi".

## Le fonti
Ad anni dalla sua pubblicazione, Il premio si basa su di un'ampia ricerca da parte dell'autore e del suo staff (tra cui lavorano Sue Lena Thompson, Robert Laubacher e Geoffrey Lumsden). Daniel Yergin gode di ottimi collegamenti con l'industria del petrolio, ed è direttore della Cambridge Energy Research Associates (CERA), società di consulenza americana sui temi della geopolitica, dell'energia e dei mercati. Inoltre è Analista per l'energia a livello globale (Global Energy Analyst) per la NBC e la CNBC e membro del consiglio della “United States Energy Association” a del “U.S.-Russia Business Council”.

## Adattamenti
Nella sua edizione originale Americana, Il premio è stato adattato per un documentario televisivo a puntate di sei ore intitolato The Prize - The Epic Quest for Oil, Money, & Power, con Donald Sutherland come narratore, che è stato seguito negli Stati Uniti da 20 milioni di spettatori. Inoltre dal libro è stato tratto un audiolibro in versione abbreviata, letto da Bob Jamieson, della durata di 2 ore e 53 minuti.

## Origine del titolo
Il titolo del libro è preso da una citazione di Winston Churchill del 1912, prima che diventasse Primo Ministro e Lord dell'Ammiragliato. Sostenendo i vantaggi della conversione delle navi militari britanniche da carbone a olio combustibile, sottolineò le implicazioni geopolitiche del legare la sorte della Gran Bretagna al petrolio.